# Nižný Slavkov
Nižný Slavkov (węg. Alsószalók, niem. Unter-Schlauch) – wieś (obec) na Słowacji, w kraju preszowskim, w powiecie Sabinov.
Pierwsza wzmianka o miejscowości pochodzi z 1214 roku, gdy stał tu już kościół św. Anny oraz 12 domów. W 1289 roku wzmiankowana jako Zolouk, później jako Zalok, Solovk (1321), Slauk (1322), Nižny Slawkuw (1773), Nižný Slavkov (1786).